# Febuprol
Febuprol ist ein Arzneistoff aus der Gruppe der Choleretika, d. h. es regt die Gallesekretion an. Daneben besitzt es auch spasmolytische (krampflösende) und lipidsenkende (die Blutfette senkende) Eigenschaften.
Der Arzneistoff besitzt ein Stereozentrum, ist also chiral und liegt als Racemat [1:1-Gemisch des (R)-Isomeres und des (S)-Isomeres] vor.

## Handelsnamen
Valbil (D, außer Handel)